# Cipriano de Ologuivel
Cipriano de Ologuivel fue un político peruano. 
Fue miembro del Congreso General Constituyente de 1827 por la provincia de Tinta. Dicho congreso constituyente fue el que elaboró la segunda constitución política del país.